# Boquerón (departement)

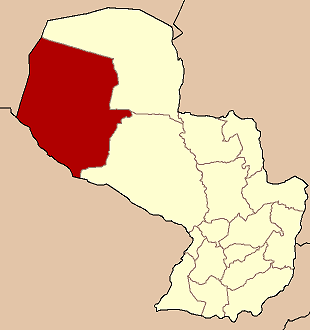
Departementets läge.

Departementets flagga.

Departementet Boquerón (Departamento de Boquerón) är ett av Paraguays 17 departement.

## Geografi
Boquerón har en yta på cirka 91 669 km² med cirka 41 200 invånare. Befolkningstätheten är mindre än 1 invånare/km². Departementet ligger i Región Occidental (Västra regionen).
Huvudorten är Filadelfia med cirka 7 000 invånare.

## Förvaltning
Distriktet förvaltas av en Gobernador och har ordningsnummer 19, ISO 3166-2-koden är "PY-19".
Departementet är underdelad i 7 distritos (distrikt):
- Filadelfia
- General Eugenio A. Garay
- Doctor Pedro P. Peña
- Mariscal Estigarribia
- Fernheim
- Menno
- Neuland

Distrikten är sedan underdelade i municipios (kommuner).